# Феноменологія духу
Феноменологія духу (нім. Die Phänomenologie des Geistes) — одне з центральних філософських творів Гегеля опублікований в 1807 році, що зробив значний внесок у розвиток європейської філософії.
До публікації цієї роботи Гегель йшов пліч-о-пліч з Шеллінгом, але у «Феноменології духу» він остаточно звільнився від впливу Шеллінга і створив свою власну оригінальну філософську систему.
Питання «Феноменології духу» були згодом узагальнені Гегелем в «Енциклопедії філософських наук» (опублікованій у 1817 році), в якій вони були включені як частина «Суб'єктивного духу» до загальної «Філософії духу» (до якої також входять «Об'єктивний дух» і «Абсолютний дух»).

## Переклад українською
Ґеорґ Геґель. Феноменолоґія духу. — К: Основи, 2004, — 548 ст.